# أم كلثوم بنت عبد الواحد
أم كلثوم بنت عبد الواحد بن حامد الطبري ( - 855 هـ) مُحدثة مكية فاضلة سمعت من جدها الزين محمد بن أحمد الطبري، وأجاز لها النشاوري، وابن حاتم وآخرون.